# هادی عامل
هادی عامل (زادهٔ ۱۰ مرداد ۱۳۳۴) مجری تلویزیونی و گزارشگر کشتی در تلویزیون است.

## سبک گزارش
عامل پس از بازنشستگی گزارشگر قدیمی کشتی محمدرضا نوایی و از اواسط دهه هفتاد وارد عرصه گزارشگری کشتی شد. از عامل به عنوان یکی از گزارشگر‌ان محبوب در ایران، یاد می‌شود. عامل به استفاده از عبارات خاص در گزارش‌های خود، به ویژه در طول مسابقات المپیک، معروف است؛ عباراتی نظیر « خسته نباشی دلاور، خدا قوت پهلوان» و « چِغِر و بد بدن » و « زبل و بد افت » و « سالن رو به غوغاکده ای تبدیل میکنه » و « بزرگی میکنه » و « چه دلاوریه » و «پلنگ جویبار» و « همه جای کشتی کشتی میگره » و «شیر مادر و نان پدر حلالت » در طول مسابقات توجه بسیاری را به خود جلب کرد.

## گزارشگری المپیک
هادی عامل به عنوان گزارشگر کشتی و خبرنگار، از طرف صداوسیمای جمهوری اسلامی ایران به محل برگزاری مسابقات المپیک ۱۹۹۶ آتلانتا، ۲۰۰۰ سیدنی، ۲۰۰۴ آتن، ۲۰۰۸ پکن، ۲۰۱۲ لندن، ۲۰۱۶ ریو و ۲۰۲۰ توکیو و ۲۰۲۴پاریس اعزام شده‌است.

## مسابقات کشتی
وی از دوران کودکی در مشهد به ورزش کشتی می‌پرداخت، ولی پس از مدتی به علت آسیب‌دیدگی دست راست، نتوانست کشتی بگیرد و به گزارش کشتی روی آورد. او همچنین سابقهٔ داوری را در کارنامهٔ خود دارد.